# Dobsinai-jégbarlang
A Dobsinai-jégbarlang (szlovákul: Dobšinská ľadová jaskyňa, németül: Dobschauer Eishöhle), Közép-Európa egyik leglátogatottabb jégbarlangja, amely az Aggteleki-karszt és a Szlovák-karszt barlangjai részeként 2000 óta a világörökség része, bár nem a Szlovák-karszt területén helyezkedik el.

## Fekvése
Szlovákiában a Szepes-Gömöri karszt területén, ezen belül a Szlovák Paradicsomban, Rozsnyói járásban fekszik. Dobsina várostól légvonalban 6 kilométernyire északnyugat felé a Ducsa-hegy oldalában, a tengerszint fölött 969 méter magasságban található, egyike a világ legalacsonyabban húzódó jégbarlangjának. Bejárata az alatta folyó Gölnic völgyénél 130 méterrel magasabban fekszik.

## Megközelítése
A barlang autóval a Poprád és Rozsnyó közötti 67-es úton érhető el, Poprádtól körülbelül 30 km-re, Rozsnyótól Dobsinán keresztül körülbelül 40 km-re, Dobšinská településrésznél található. Innen gyalog kell felmenni a barlanghoz. Az 1 km-es útvonal utolsó szerpentines szakaszát a tanösvény bemutató táblái szegélyezik. Az út szintkülönbsége 130 méter, a feljutás körülbelül 25 percet vesz igénybe.

## Története
A helyiek régóta ismerték a Ducsa-hegy lejtőjén levő „Jéglyukat”, mint egy szikla tövében rejlő, jéggel töltött hasadékot. Juhászok és vadászok hűsöltek a kiáramló hideg levegőjénél, a közelben lakók hordták innen a jeget. Első írásos említése 1863-ból származik Hunfalvy Jánostól, de a belsőbb szakaszait senki sem ismerte, mert síkos, lejtős talaján senki sem próbált lejutni.

### Felfedezése
1870. július 15-én Ruffinyi Jenő dobsinai királyi bányamérnök, Láng Gusztáv honvédhadnagy és Méga Endre városi tisztviselő valamint még öt társuk kötelekkel, létrákkal és egyéb szükséges eszközökkel felszerelve a Jéglyuk kikutatására indultak. Pack József bányász, Gáll János és Jakab Lipták János brigádvezetők kiszélesítették a nyílást, felállítottak egy csörlőt, majd leeresztették Ruffinyit. Ő egy mécses fényénél látta meg a jégképződményeket, visszatért a felszínre, majd rövid pihenő után újra leereszkedett és elkezdte a barlang felmérését. Megvizsgálta a Kis és Nagy termet, valamint a „Pokol” feletti térséget.

### Kiépítése

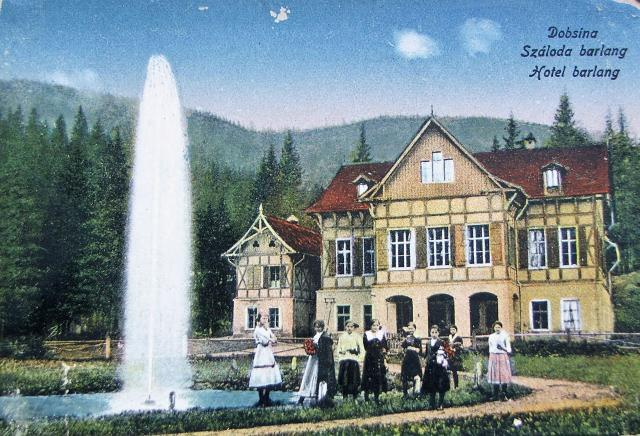
A Barlang szálloda egy 1910 körül kiadott képeslapon

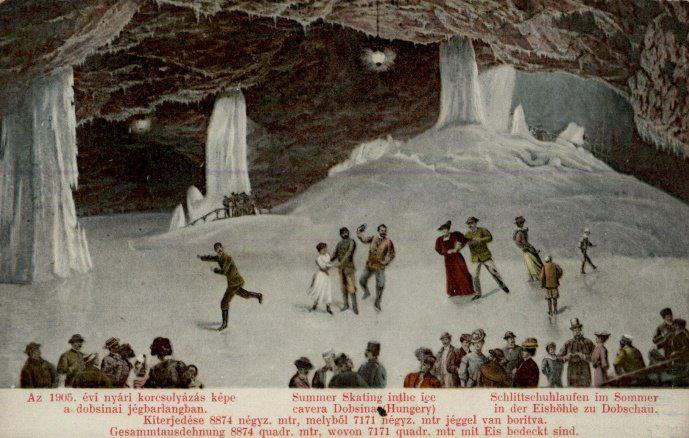
1905. évi nyári korcsolyázás a barlangban

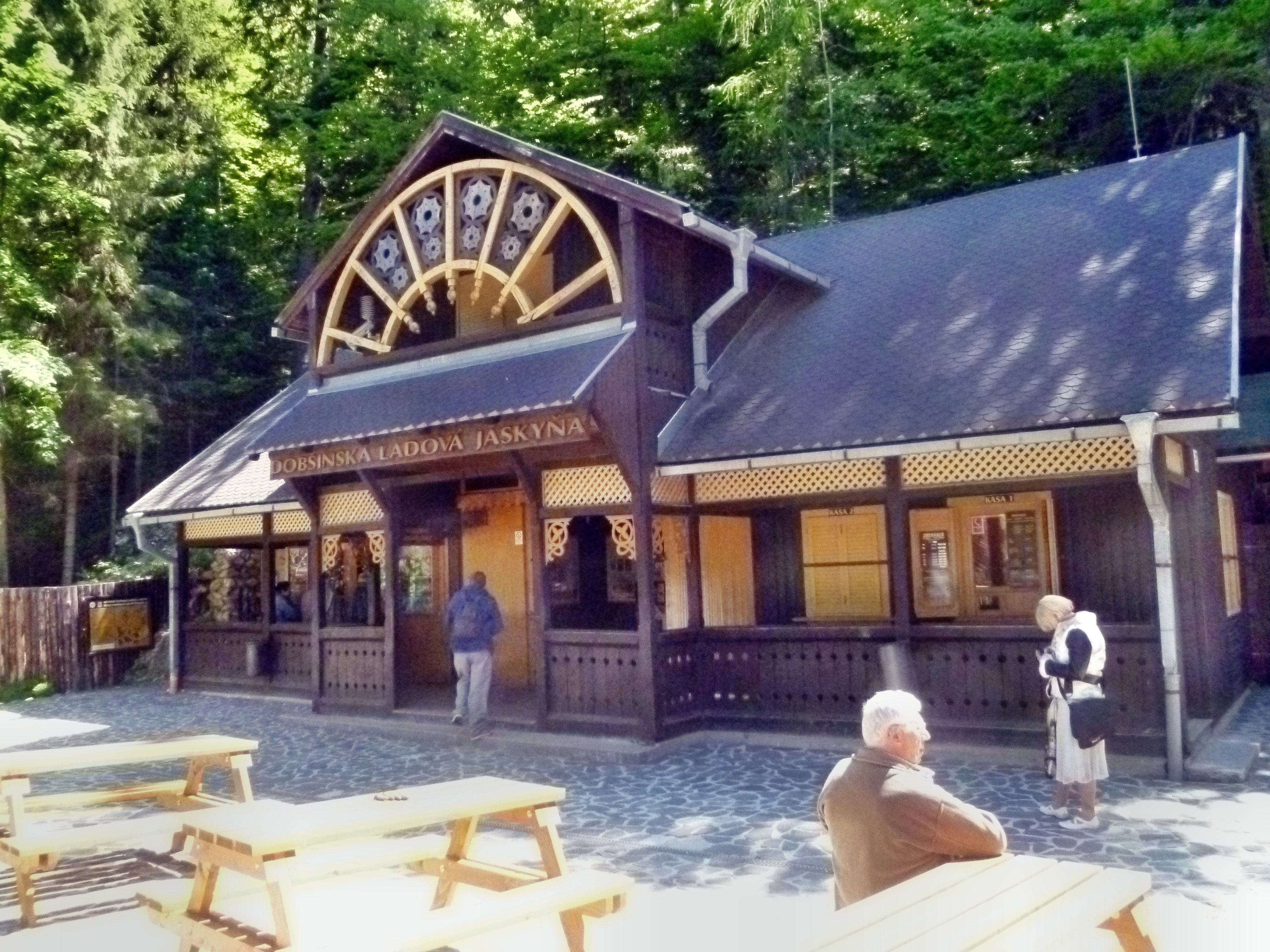
A barlang bejárata 2011-ben

A felfedezés után a barlangot Dobsina város vette át, az erdészeti hivatal gondoskodott a barlang védelméről. Az Osztra szikla alatti erdészlakban az érdeklődők számára egy szobát tartottak fenn 6 ággyal. 1871-től a barlangot fából ácsolt lépcsőkkel és járdákkal tették járhatóvá a látogatók részére. Világítást készítettek és idegenvezetőt is biztosítottak, valamint tájékoztató kiadványt adtak ki, amelyben leírták a nyitvatartást, a belépődíj összegét, a világítás költségét, a közeli vendéglő árait és a Poprád valamint a Dobsina városokból történő odautazás díjait. Tudatták benne a barlang rongálásának és a nem megfelelő világító eszközök használatának tilalmát. 1872-ben és 1873-ban a Gölnic völgyében a város egy kis szállodát építtetett, amelyet később kibővítettek. A fokozódó érdeklődés miatt további épületek megépítésére volt szükség. 1877-ben a barlang bejárata felett emléktáblát avattak a felfedezők neveivel. 1878-ban a szállodától a barlangig sétányt építettek. Igyekeztek megőrizni az eredeti növényzetet, szépítették a barlang környezetét, így itt egy hegyi park jött létre. Tekepályát és fürdőt is emeltek a szálloda mellé. 1881-ben megkezdték a barlang elektromos kivilágításának kísérleteit. A villanyvilágítás 1881. július 24-én gyulladt fel először, de ez csak kísérlet maradt. 1882-től Bunsen-lámpákat használtak a világításhoz. 1883-ban bizottságot alapítottak a jégbarlang igazgatására, 1885-ben a szálloda leégett, helyére újat építettek. 1887-ben az Osztrák–Magyar Monarchia területén elsőként, Európában az elsők között készült el a barlang villanyvilágítása, amelyhez az áramot egy aggregát termelte a felszínen. 1897-ben posta és távíró állomást is létesítettek. 1911-ben a látogatók részére fa menedékházat emeltek a barlang bejárata mellé.

## Jellemzői
A barlang hossza 1483 méter. Egy 21 km hosszú barlangrendszer részét képezi. A barlang levegőjének hőmérséklete 0 °C, jégrétegeinek vastagsága 30–40 méter, térfogata 110 000 m³.
Kialakulása a többi karsztbarlangéhoz hasonló módon történt, a csapadékvíz, majd a felszín alatti vízfolyások oldották ki a mészkőből a barlangrendszert. Különlegességét, a ma is folytatódó jégképződést az okozza, hogy bejárata a barlang legmagasabb pontján van, csaknem ezer méter tengerszint feletti magasságban, ezért a barlangi levegő relatíve legmelegebb része folyamatosan kiáramlik a barlangból, amennyiben a külső hőmérséklet alacsonyabb, és helyébe a hidegebb, nehezebb levegő áramlik be. Nyáron a levegőcsere minimálisra csökken. A barlang bejárata északra néz, napfény soha nem éri. A barlang így tulajdonképpen egy jégverem, amely megőrizte a jégkorszak idején keletkezett jégtömböt, sőt az telenként tovább gyarapszik.
A Dobsinai-jégbarlang jó példája az érzékeny klimatológiai egyensúlynak: amikor a jégbarlangot összekötötték a Sztracenai-barlangrendszer járataival, a megváltozott huzatviszonyok miatt olvadni kezdett a hosszú idő alatt felhalmozódott jégtömeg. Amikor az átjárót ajtóval lezárva megszüntették a léghuzatot, a jelenség megszűnt, helyreálltak a jól ismert régi viszonyok.
A barlang látogatható területe két részből áll, a felső és az alsó barlangból. A felső barlang két termét jégfolyosó köti össze, az ezekben található jégalakzatok különböző elnevezést kaptak: az első teremben a Sírkövek, a Fatörzs, a Zuhatag és a Beduin sátor, a második teremben az Oltár, a Kút és az Elefántfej látható. Az alsó barlang szintén két teremből áll, melyeket két folyosó köt össze. Az egyik teremben a Pokol és a Lucifer, a másikban a 10 x 15 m-es Orgona, a Lugas és a Télkirály palotája van.

## Hatása
A barlang feltárása nagy visszhangot váltott ki. Jókai Mór is hamarosan meglátogatta, mivel nagyon érdeklődött Magyarország minden természeti érdekessége iránt. Benyomásait A lőcsei fehér asszony című regényében örökítette meg.
A különleges barlang nemzetközileg is nagy érdeklődést keltett. Hamarosan a kor számos híressége felkereste, köztük Fridtjof Nansen sarkutazó, Ferdinand de Lesseps, a Szuezi-csatorna építője, Léo Delibes és Jules Massenet francia zeneszerzők, ill. I. Ferdinánd bolgár cár 1890-ben.